# 西谷泉
西谷 泉（にしたに いずみ、1951年- ）は、日本の数学者・教育学者。群馬大学名誉教授。専門は数学教育学。日本数学教育学会名誉会員。

## 来歴・人物
- 1951年大阪府で出生。大阪教育大学附属高等学校天王寺校舎卒業。大阪教育大学教育学部数学専攻卒業、大学院教育学研究科数学教育学修了。大阪府立北野高等学校(定時制)教諭、大阪府立泉大津高等学校教諭、大阪教育大学附属高等学校天王寺校舎教諭を経て、1994年4月群馬大学教育学部助教授、その後、准教授、教授。附属特別支援学校校長兼任。2017年3月群馬大学定年退職、群馬大学名誉教授。退職後、放送大学客員教授、育英大学教授などを歴任した。JICAの教育プロジェクト専門家としてインドネシア、パレスチナ、エチオピアなどの支援に尽力した。

## 専門分野
主に数学教育学・授業研究・諸外国の数学教育

## 主著

### 単著
- 『算数であそぼう -空間と割合-』（岩崎書店） 1994年
- 『ロゴでアドベンチャー』（岩崎書店） 1995年
- 『中日近現代数学教育史』（ハンカイ出版） 1999年
- その他、論文多数

### 共著
- 『算数・数学教育の研究と実践』（第一法規出版） 1983年
- 『算数教育とパソコン』（第一法規出版） 1987年
- 『数学教育とパソコン』（第一法規出版） 1987年
- 『協同学習の発展-CCV教育プロジェクト第2次報告-』（三菱電機株式会社発行） 1996年
- 『中日近現代数学教育史（第1巻）』（ハンカイ出版印刷株式会社） 1997年
- 『こんにちはウィンドウズ』（岩崎書店） 1997年
- 『21世紀への学校数学の展望』（誠文堂新光社） 1998年
- 『教科教育の今日的課題と展望』（あさを社）2011年
- その他、論文多数